# Entente-Troppernes Hjemsendelse over Danmark
|  | Denne artikel er oprettet af botten Steenthbot ud fra en ekstern database. Den kan derfor have sproglige fejl eller mangler. Denne skabelon kan fjernes efter kontrol af indholdet. |

Entente-Troppernes Hjemsendelse over Danmark er en dansk dokumentarisk optagelse fra 1918.

## Handling
Filmen viser hjemsendelsen af vestlige krigsfanger fra Første Verdenskrig – herunder tropper fra Ententemagterne Storbritannien, Frankrig, Belgien m.fl.. Danmark blev i slutningen af krigen centrum for store grupper af fangehjemsendelser. I december 1919 var 40.000 soldater blevet transporteret til København, og i slutningen af januar 1920 havde hele 100.000 soldater passeret Danmark. Soldaterne opholdt sig kun i landet i få uger, før de blev sejlet hjem. I filmen ser vi forskellige scener fra troppernes landgang i Københavns Frihavn og fra deres ophold i Danmark – bl.a. er der optagelser fra et lagerskur på Ø.K.s område, hvor soldaterne indtager et middagsmåltid og fra Horserødlejrens barakker, hvor soldaterne stiller op til et gruppebillede. Desuden er der optagelser fra en begravelsesceremoni for belgiske og franske soldater på Assistens Kirkegård. Filmen fremstår uredigeret.